# Gouvernement confédéré du Kentucky

Drapeau du Kentucky.

Le gouvernement confédéré du Kentucky (en anglais : Confederate government of Kentucky) est un gouvernement fantôme établi durant la Guerre de Sécession dans le Commonwealth du Kentucky par un groupe auto-constitué composé de sudistes. Le gouvernement fantôme ne remplaça jamais le gouvernement élu à Frankfort, qui avait une forte sympathie pour l'Union. Il n'a pas non plus obtenu le soutien des citoyens du Kentucky ; sa juridiction ne s'étendant pas plus loin que les lignes de bataille confédérées dans le Commonwealth. Néanmoins, le gouvernement provisoire fut reconnu par les États confédérés d'Amérique, et le Kentucky fut admis dans la Confédération le 10 décembre 1861. Le Kentucky était représenté par l'étoile centrale sur le drapeau de bataille confédéré.
Bowling Green fut désignée comme capitale confédérée du Kentucky. À cause de la situation militaire dans l'État, le gouvernement provisoire s'exila et voyagea avec l'armée confédérée du Tennessee la plupart du temps de son existence. Pour une courte période à l'automne 1862, l'Armée des États confédérés contrôla Frankfort; ce fut aussi la seule fois qu'une capitale d'un état de l'Union fut capturée par les forces confédérées. Durant cette occupation, le général Braxton Bragg tenta d'installer le gouvernement provisoire en tant qu'autorité permanente dans le Commonwealth. Cependant, le Général nordiste Don Carlos Buell annula la cérémonie d'inauguration et conduit le gouvernement provisoire de l'état pour la dernière fois. À partir de ce moment, le gouvernement n'exista plus que sur papier et fut dissous à la fin de la guerre.
Le gouvernement provisoire élut deux gouverneurs. George W. Johnson fut élu à la Convention de Russellville Convention et servit jusqu'à sa mort à la bataille de Shiloh. Richard Hawes fut élu pour remplacer Johnson et exerça jusqu'à la fin de la guerre.